# جنگ دوم بربری
جنگ دوم بربری (۱۸۱۵) یا جنگ ایالات متحده و الجزایر بین ایالات متحده و ایالت‌های ساحلی بربر شمال آفریقا شامل طرابلس، تونس و الجزایر درگرفت. این جنگ زمانی پایان یافت که سنای ایالات متحده در ۵ دسامبر ۱۸۱۵ معاهده دریادار استفان دکاتور با الجزایر را تصویب کرد. با این حال، دی عمر آقا الجزایری، معاهده آمریکا را رد، از پذیرش شروط صلحی که در کنگره وین تصویب شده بود خودداری و جان همه مسیحیان ساکن الجزایر را تهدید کرد. ویلیام شالر، کمیسر ایالات متحده در الجزیره که در کنار دکاتور مذاکره کرده بود، اما در جریان بمباران الجزایر (۱۸۱۶) با کشتی‌های بریتانیایی گریخت. او در سال ۱۸۱۶ معاهده جدیدی را آماده کرد که به دلیل یک نظارت، تا ۱۱ فوریه ۱۸۲۲ توسط سنا تصویب نشد.
پس از پایان جنگ، ایالات متحده و کشورهای اروپایی خراج به کشورهای دزد دریایی را متوقف کردند. این آغازی بر پایان دزدی دریایی در آن منطقه بود که در دوران عثمانی در سده‌های ۱۶ تا ۱۸ میلادی بیداد می‌کرد. کشورهای غربی کشتی‌های پیچیده‌تر و گران‌تری می‌ساختند که دزدان دریایی بربری از نظر تعداد و فناوری نمی‌توانستند با آن‌ها رقابت داشته باشند.